# ベーシックインカム地球ネットワーク
ベーシックインカム地球ネットワーク (Basic Income Earth Network; BIEN) とは、ベーシックインカムに関心を持つ学者や活動家のネットワークである。

## 解説
ベーシックインカムに関心を持つ個人や団体をつなぐために設立された国際団体である。BIEN では、ベーシックインカムを「資力調査や就労要件がなく、すべての個人に対して無条件に支払われる定期的な現金給付 (periodic cash payment unconditionally delivered to all on an individual basis, without means-test or work requirement)」と定義している。

## 歴史
1986年、ベーシックインカム欧州ネットワーク (Basic Income European Network; BIEN) が設立された。
2006年、ベーシックインカム地球ネットワーク (Basic Income Earth Network; BIEN) に改称された。

## 目的
BIEN は、思想、制度、公共政策の実践としてのベーシックインカムに関する代替的な議論、提案、問題点について広く一般に啓蒙することを自らの使命としている。毎年世界各地で公開会議を開催し、研究を促進し、研究レポジトリとして機能し、ニュース、研究、意見記事を発行している。また、BIEN は学術誌「Basic Income Studies」と提携している。